# Манджул Бхаргава
Манджул Бхаргава (англ. Manjul Bhargava; нар. 8 серпня 1974, Гамільтон, Канада) — американський математик індійського походження. Праці здебільшого присвячені теорії чисел. Член Лондонського королівського товариства. Лауреат Філдсівської премії (2014 року).

## Біографія
Його батьки переїхали в Канаду з Індії, а після його народження переїхали в США. Його мати, математик за фахом, викладала в університеті і навчила його математики. У 1996 році отримав ступінь бакалавра в Гарвардському університеті, в 2001 році отримав ступінь доктора філософії з математики в Принстонському університеті. З 2003 року працює в Принстонському університеті, з 2010 року також викладає в Лейденському університеті.

## Нагороди та відзнаки
Отримав кілька нагород, до яких належать Стипендія Паккардів (2004) і Премія Коула (2008).
У 2014 році зробив пленарну доповідь на Міжнародному конгресі математиків і став лауреатом премії Філдса.
У 2015 році отримав Падма Бхушан.
Є членом Національної академії наук США (2013), дійсним членом Американського математичного товариства .